# Магальйон
Магальйон (ісп. Magallón) — муніципалітет в Іспанії, у складі автономної спільноти Арагон, у провінції Сарагоса. Населення — 1205 осіб (2010).
Муніципалітет розташований на відстані близько 250 км на північний схід від Мадрида, 50 км на північний захід від Сарагоси.

## Демографія
Динаміка населення (INE ):

## Галерея зображень

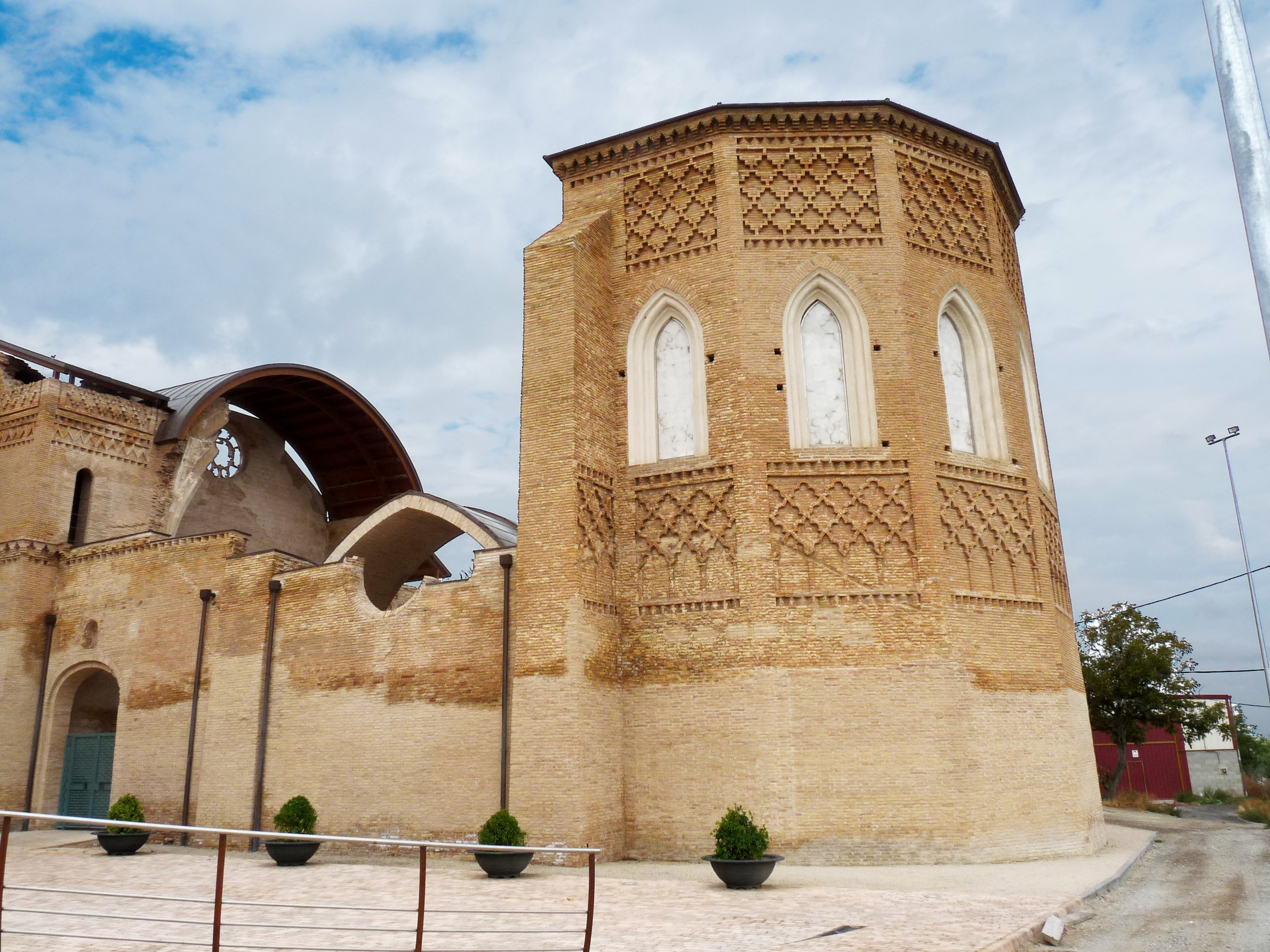
Церква Санта-Марія-де-ла-Уерта
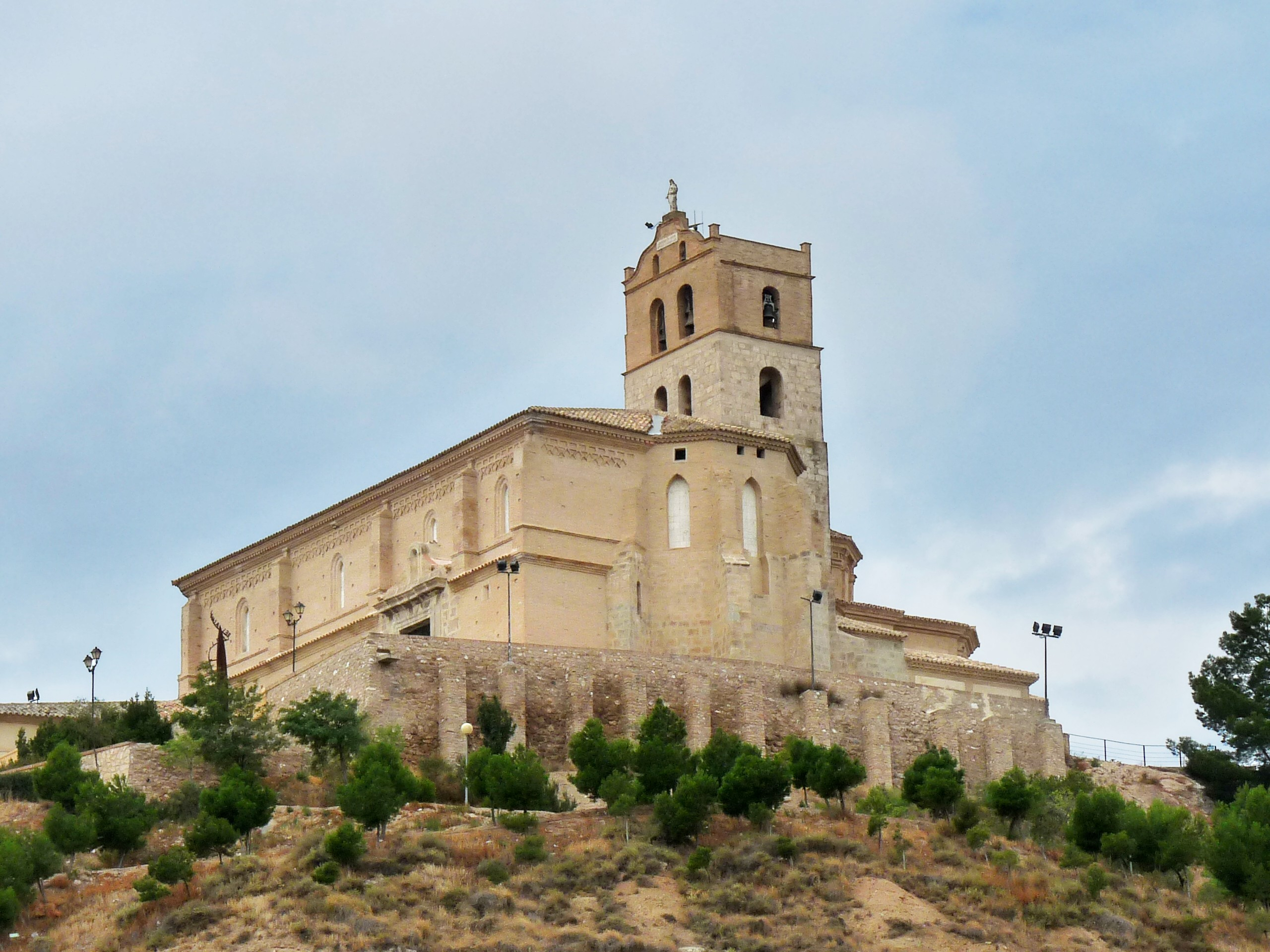
Церква Сан-Лоренсо
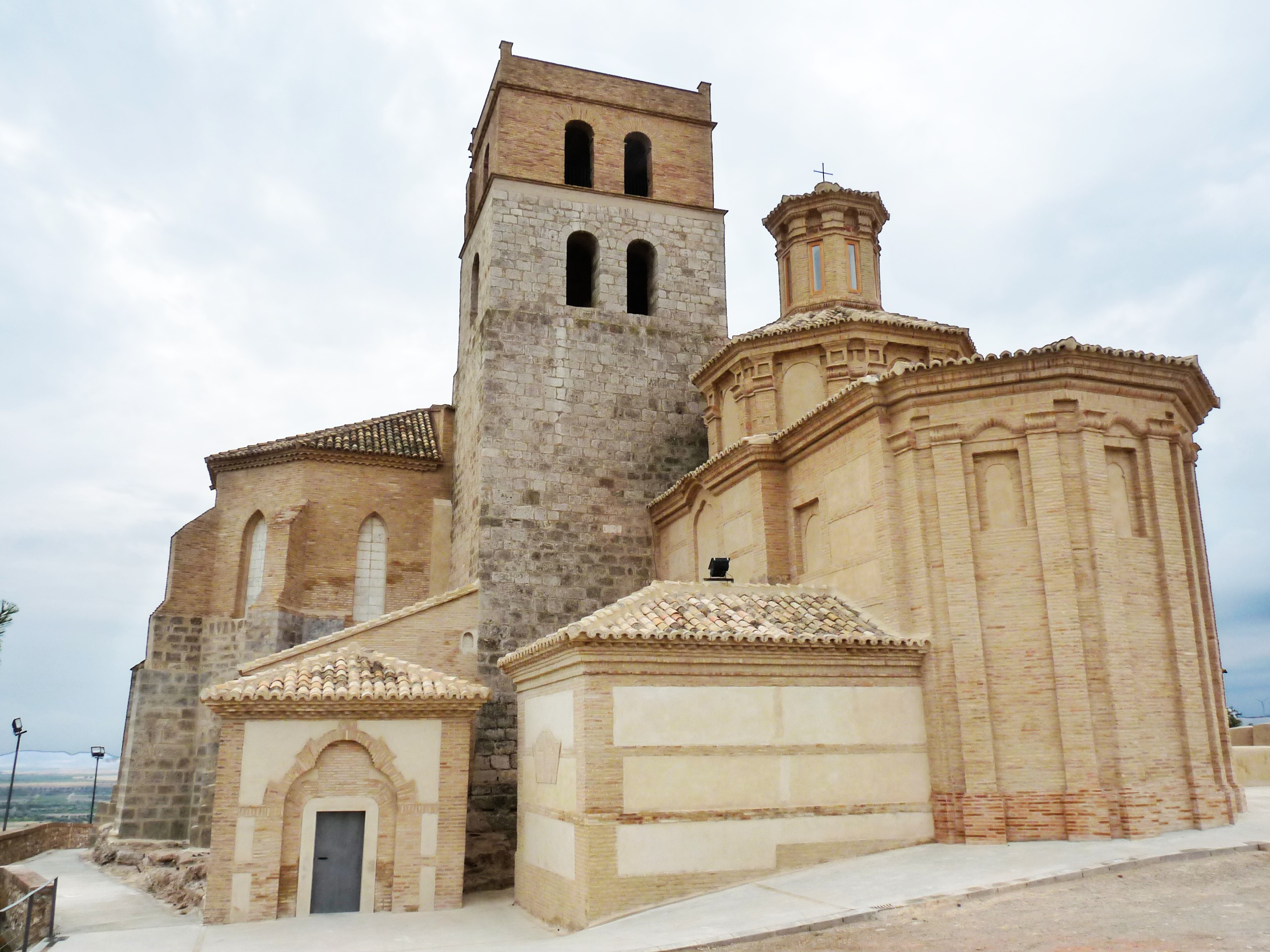
Апсида церкви